# 滑雪救援隊

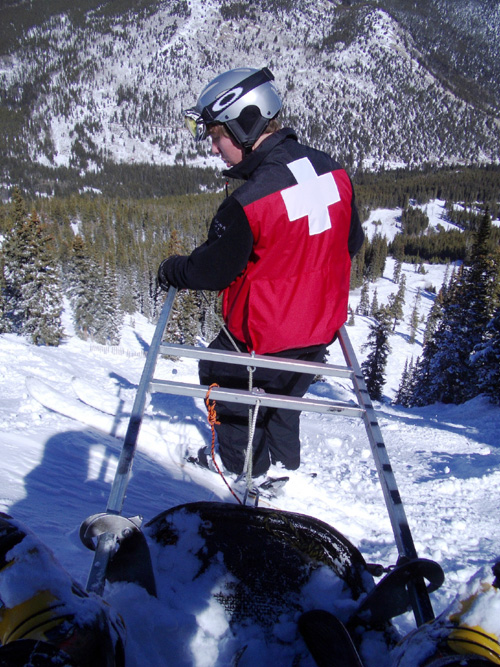
美国滑雪救援隊成員

滑雪救援隊是为滑雪區域内的伤员提供緊急醫療服務、救治傷員以及保障滑雪安全的组织。許多滑雪救援隊成員拥有醫學技能證書 。由于滑雪區域通常地处窮鄉僻壤和偏遠山區，地形複雜，滑雪救援隊攜帶的交通工具往往只有雪上摩托車。如果有滑雪者受到重傷或者地形過於複雜和偏远，则需要空中救難。根据滑雪區域的地形，滑雪救援隊能參與救援的場面有雪崩搜救、疏散缆车旅客。滑雪救援隊還會檢查雪道安全。在滑雪活動结束时，他们还會清扫滑雪現場。